# Arachnothryx heteranthera
Arachnothryx heteranthera är en måreväxtart som först beskrevs av Townshend Stith Brandegee, och fick sitt nu gällande namn av Attila L. Borhidi. Arachnothryx heteranthera ingår i släktet Arachnothryx och familjen måreväxter. Inga underarter finns listade i Catalogue of Life.